# Thomas Danielsson

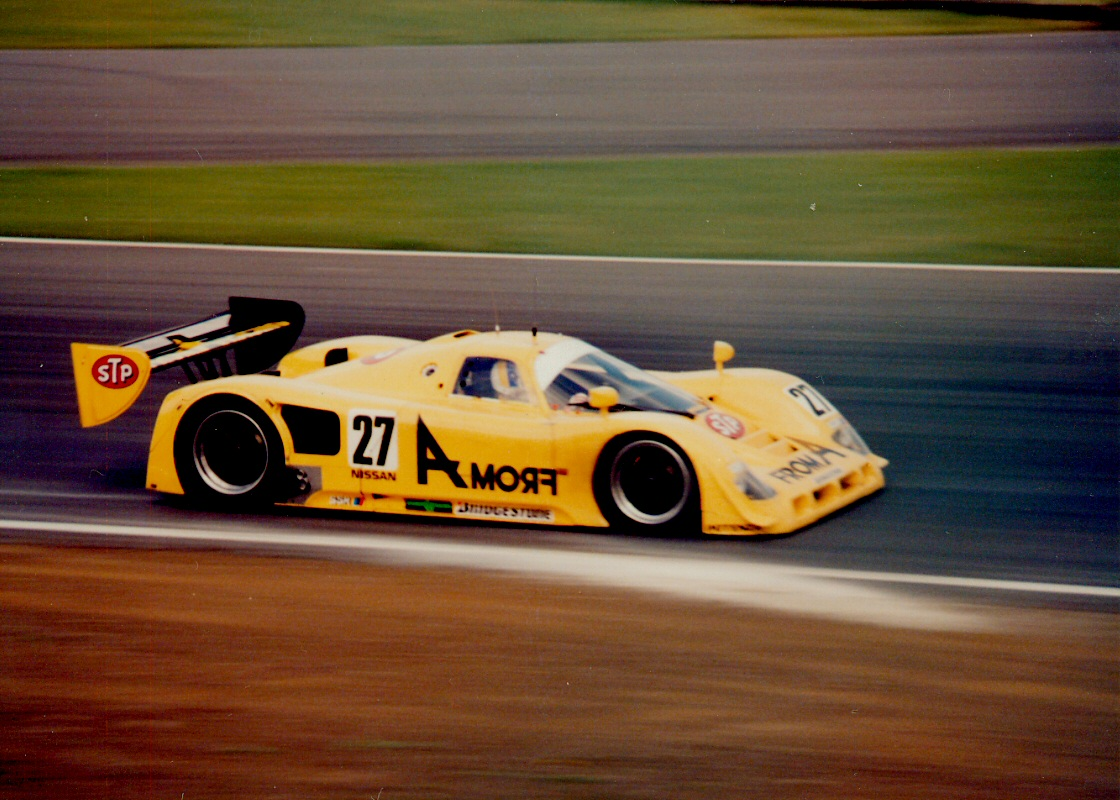
Der von Thomas Danielsson gefahrene Nissan R91CK beim 1000-km-Rennen von Fuji 1991

Bengt Thomas Danielsson (* 4. Dezember 1964 in Kungsbacka) ist ein ehemaliger schwedischer Autorennfahrer.

## Karriere als Rennfahrer
Thomas Danielsson war als Teenager Kartfahrer. 1979 gewann er die schwedische Junior Meisterschaft und 1980 und 1982 wurde er jeweils Weltmeisterschaftsdritter.
Seine Monopostokarriere begann 1984 in der Formel 3. Die schwedische Formel-3-Meisterschaft beendete er als Neunter (Meister Leif Lindström auf einem Ralt RT3) und das skandinavische Championat an der zehnten Stelle der Endwertung. Danielsson blieb bis zum Ablauf der Saison 1987 in dieser Rennformel. 1985 gewann der die schwedische Meisterschaft, wurde hinter Alex Caffi Zweiter im Europäischen Formel-3-Cup und 1987 hinter Johnny Herbert, Bertrand Gachot und Martin Donnelly Vierter in der britischen Meisterschaft. 1988 erfolgte der Wechsel in die Internationale Formel-3000-Meisterschaft, wo er Formel-3000-Saison 1989 Meisterschaftssiebter wurde. Dabei gewann er das Saisoneröffnungsrennen in Silverstone. Im selben Jahr war er in der Formel 1 Testfahrer bei Rial Racing.
Nachdem es ihm nicht gelungen war, in der Formel 1 einen langfristigen Vertrag zu erhalten, verlegte Thomas Danielsson seine Rennaktivitäten nach Japan. Er fuhr in der japanischen Formel-3000-Meisterschaft, der All Japan Sports Prototype Championship und der japanischen Tourenwagen-Meisterschaft.
Thomas Danielsson bestritt zweimal das 24-Stunden-Rennen von Le Mans. Bei seinem Debüt 1990 erreichte er im Team von Vern Schuppan mit den Partnern Eje Elgh und Thomas Mezera auf einem Porsche TS962 den 15. Rang in der Gesamtwertung. Seine beste Platzierung im Sportwagensport war der zweite Endrang mit Hideki Okada im Nissan R91CP beim 1000-km-Rennen von Fuji 1992.

## Statistik

### Le-Mans-Ergebnisse
| Jahr | Team                | Fahrzeug      | Teamkollege     | Teamkollege     | Platzierung | Ausfallgrund |
| ---- | ------------------- | ------------- | --------------- | --------------- | ----------- | ------------ |
| 1990 | Team Schuppan       | Porsche TS962 | Eje Elgh        | Thomas Mezera   | Rang 15     |              |
| 1991 | Courage Compétition | Courage C26S  | Anders Olofsson | Johnny Dumfries | Ausfall     | Motorschaden |

### Einzelergebnisse in der Sportwagen-Weltmeisterschaft
| Saison | Team                | Rennwagen  | 1   | 2   | 3   | 4   | 5   | 6   | 7   | 8   |
| ------ | ------------------- | ---------- | --- | --- | --- | --- | --- | --- | --- | --- |
| 1991   | Courage Compétition | Cougar C26 | SUZ | MON | SIL | LEM | NÜR | MAG | MEX | AUT |
| 1991   | Courage Compétition | Cougar C26 | DNF |     |     |     |     |     |     |     |